# ホーリィの手記
『ホーリィの手記』（ホーリィのしゅき）とは、安田均原案・加藤ヒロノリ著のライトノベル。イラストは桜瀬琥姫が担当している。富士見ファンタジア文庫（富士見書房）より2002年4月から2004年4月まで刊行された。トレーディングカードゲーム『モンスター・コレクション』に登場する同名のフレーバーテキストを原作とする。登場人物の多くは実際にカード化されている。

## ストーリー
竜神の修道女としてガジェンダ村で暮らしていたホーリィの前に、赤毛の傭兵が現われる。男の名はボルカノといい、ホーリィと同じ修道院に住むマリラを尋ねて来たという。だがこの時マリラは眠り病（ソムナ）という流行病にかかり意識もなく寝たきりになっていた。ボルカノはマリラの魔法の師匠だという黒い森の魔女に助力を求めることを提案する。その後、何しにここに来たのかと尋ねるホーリィにボルカノは彼女を引き取りに来たと語る。さらに姉や父について質問するホーリィだったが、ボルカノによれば姉も父も既に亡くなってしまった。ボルカノはまたホーリィの姉の形見の品も携えてきていた。呪文を唱える事で出現する有翼の白蛇は母から姉に受け継がれてきたという。翌日、黒い森の魔女をたずねて修道院を出発する二人。それは長い旅の始まりとなった。

## 登場人物
ホーリィ
ガジェンダ村で暮らす竜神の修道女。本作は彼女の視点で語られる。のちに同じくモンスターコレクションのストーリーラインの登場人物であるシルク、ミルクの双子姉妹の母となる。
ボルカノ
修道院をたずねて来た屈強な赤毛の傭兵。「カーマインの赤い死神」の異名をとる。ホーリィの父親や姉とは家族のような関係だった。
マリラ
ボルカノの妹でかつての冒険仲間。ホーリィとともに修道院で暮らしていた修道女。眠り病（ソムナ）にかかってしまう。
ティアラ
ホーリィの姉で、ボルカノとは恋人同士だった。魔女狩りの犠牲となり死亡。
ペール
ホーリィの姉の形見である宝石に封じられていた有翼の白蛇。種族はホーリー・コアトル。
バレン
ボルカノが以前いた傭兵隊でボルカノを師匠と慕っていた青年。弓の扱いに長ける。美形であり男女両方からもてていた。
ガーゼ
黒き森に住む老いた魔女。マリラの魔法の師でもある。眠り病（ソムナ）の治療法を知っていたが、必要な特効薬の材料がきれた時にこの病にかかってしまう。しかし精神を人形に移し変えておいたためホーリィとボルカノにアドバイスできた。
グレイ
ホーリィの幼馴染。ガジェンダ村の村長の孫。かねてから想いを寄せていたホーリィに求婚する。
エレッサ
ホーリィの幼馴染。グレイのことを想っていた。
クッキー、チョコ
ガーゼの館に住み着いていた双子のブラウニー。ホーリィによって名前をつけられ、旅のお供をすることに。
ネロ
ホーリィとボルカノが城砦都市ブクマルタで出会ったあやしげな男。自称旅の神官。語尾に「～ネ」がついた独特の話し方をする。じつは『闇の福音書』を奉じる邪教徒であり、魔界六皇子と呼ばれる魔王たちの復活を企む。
フォロウ
ボルカノがかつて戦ったミノタウロスの小隊長。
メレイラ
一ヵ月後にフォロウとの結婚を控えていたが、それを前にして父王との結婚を強いられた姫。フォロウと逃避行に出る。
カオス
黒い牧師服に黒い帽子という暑苦しい格好で火炎樹の聖域近くでへばっているところでホーリィとボルカノと出くわす。あまり自制はしないタイプ。
ブリガンディーネ
火炎樹の精霊に仕える女性。人間からは「炎の女神」とも称される。
魔神スルト
ムスペルヘイムを総べるムスペル族の王。魔剣レーヴァンティンを守る任についていたが狂乱し、魔剣と対になる石を手に入れることで本来の魔剣の力を取り戻して世界を滅ぼそうとする。
エコー
アリアオロ王国と呼ばれる水の都で21歳にして神官長をつとめる女性。美しさと賢さで知られ魔術の達人としても名を馳せる。
トリトン
真珠の人魚族の王子。対立する珊瑚の人魚族の王女エリアと恋に落ちる。
エリア
珊瑚の人魚族の王女。対立する真珠の人魚族の王子トリトンと恋に落ちる。
クラリス
真珠の人魚族の王女でトリトンの妹。兄の恋路を陰ながら応援している。
ギパット
魚鱗海賊団というギルマンの海賊のリーダー格。「ギパット」は正確な発音ではなく、盗品の取引相手となる人間が呼びやすいようにアレンジしたもの。
バール
黒い甲冑をまとう髑髏の騎士。七つの海の主になろうとするギルマン族に協力している。
イルミナ
人間相手の高級娼婦。ギルマンの海賊に誤って誘拐され海賊島の娼館に売られたホーリィは彼女の下で働くことになる。
リーフ
語尾が「～ですぅ」な女の子。外見年齢は12歳から13歳程度だが、高度な召喚術を操る。
レヴィン
妖精を連れた青年。透明（インヴィジビリティ）の呪文を用いてリーフが持っていたオーブを盗もうとした。透明の呪文を用いながら別の呪文を唱えるほどの手練たが、ボルカノに撃退され捕まってしまう。リーフの薦めがきっかけでリタとともにホーリィ一行に同行することになる。
リタ
レヴィンと行動を共にする妖精。種族はピクシー。
アイシィ、エルメダ、ソーニャ
スノーホワイトという種族の妖精。「雪の女王」を尋ねて来たホーリィ一行を出迎える。
雪の女王
氷刃山の山頂に有る宮殿に、氷の妖精たちと住まう女王。
シャリート
六皇子のひとりアスモデウスに従う男。かつてはアルフレイムと名乗っていた。リーフとは因縁ある仲。封じられた六皇子ベルゼブブを復活させようと氷の宮殿に現われる。
セト
六皇子復活を企む髑髏の魔術師。エスタル神聖王国の軍師としてボルカノがかつていた国カーマインを滅ぼした。
アレックス
格闘術を得意とする召喚術師。豪放磊落な自称「炎のジェントルマン」。彼の口調は関西弁で表現されている。

### 魔界六皇子
『闇の福音書』に記された最高位の魔王たち。「冥界の六皇子」とも。魔法帝国時代に出現し猛威を振るったが封印される。彼らと、その上に立つ存在を復活させようとする勢力が存在する。
灼熱の王ベリアル
かつては鬼巨人を率いる一介の炎の精霊に過ぎなかったが、彼を恐れた人間により乙女を生贄として捧げられた結果、力をつけ地方の神として奉られる存在となった。
魔海神ダゴン
「深きものどもの王」と呼ばれる悪魔。元はギルマンであり、その巨大さと邪悪さから六つもの封印を施された。
蠅の王ベルゼブブ
あらゆる虫の存在を感知し魂を吸収して「霊魂の武装」に変える能力を持つ。現在は雪の女王の宮殿の牢獄に封じられている。
剣の侯爵アスモデウス
四枚の黒翼と巨躯を持つ悪魔。この世の全生物の半分を消し去ることができるという判決の魔剣<<天使喰らい>>を振るう。
死の女神アスタロート
悪霊や怨霊たちを統べ、じわじわと生命を消耗させる呪いの傷を刻む能力を持つ。

## 既刊一覧
- 加藤ヒロノリ（著）・安田均（原案）・桜瀬琥姫（イラスト）、富士見書房〈富士見ファンタジア文庫〉、全6巻
  - 『ホーリィの手記1 炎のラビリンス』、2002年04月20日発売[1]、ISBN 978-4829114223
  - 『ホーリィの手記2 アポカリプスの魔剣』、2002年7月18日発売[2]、ISBN 978-4829114445
  - 『ホーリィの手記3 黄金の太陽と銀の月』、2002年11月20日発売[3]、ISBN 978-4829114728
  - 『ホーリィの手記4 氷結晶のプリズン』、2003年3月20日発売[4]、ISBN 978-4829115060
  - 『ホーリィの手記5 エスタルの神聖騎士』、2003年11月20日発売[5]、ISBN 978-4829115657
  - 『ホーリィの手記6 星の声、時の歌』、2004年4月20日発売[6]、ISBN 978-4829116081